# Char à bancs
 (mai 2019).
Si vous disposez d'ouvrages ou d'articles de référence ou si vous connaissez des sites web de qualité traitant du thème abordé ici, merci de compléter l'article en donnant les références utiles à sa vérifiabilité et en les liant à la section « Notes et références ».

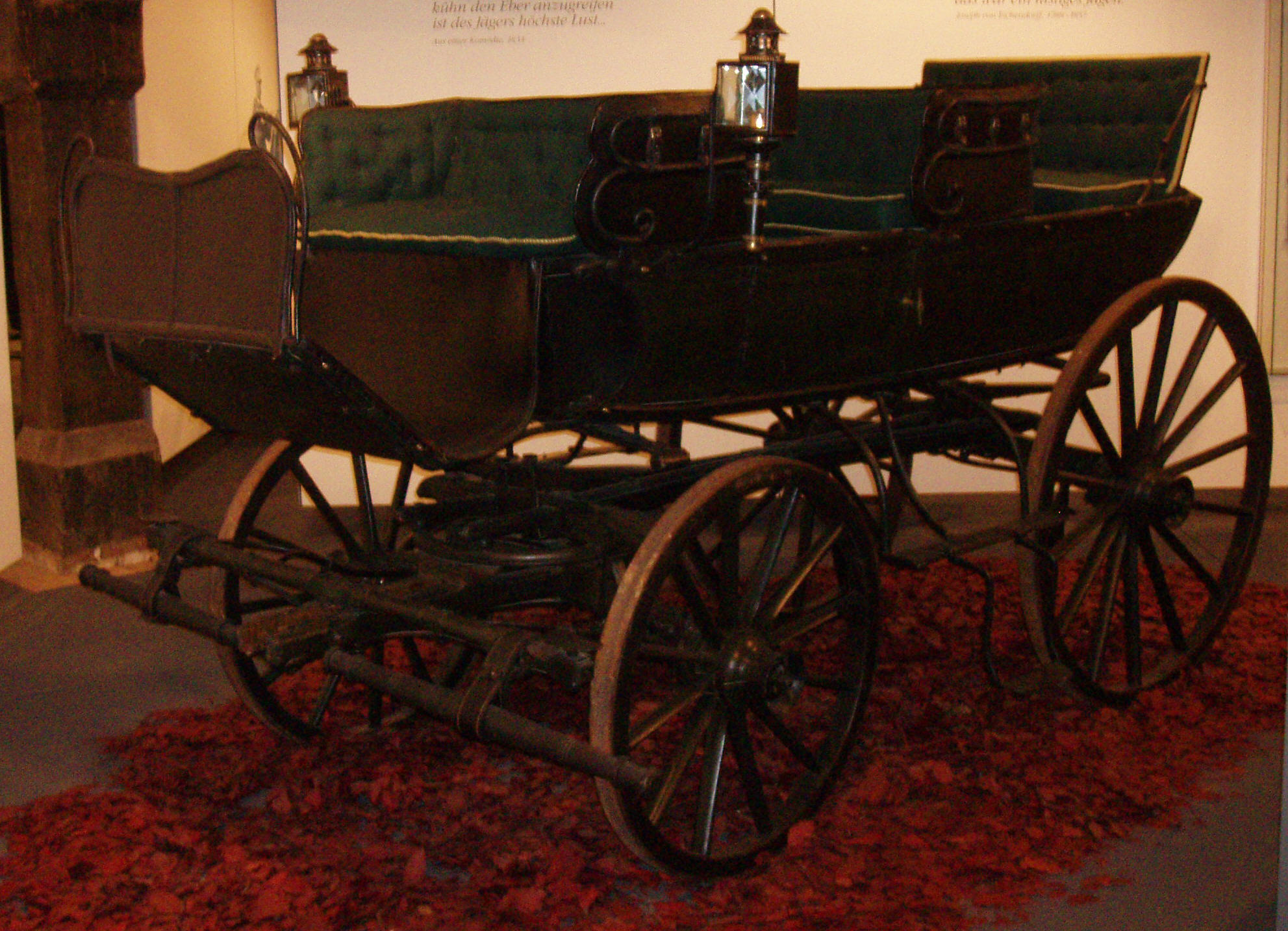
Char à bancs

Le char à bancs (écrit aussi « char-à-bancs ») est une ancienne forme de voiture hippomobile ouverte, à quatre roues, destinée à transporter des personnes, et conduite par un cocher. Munie de bancs disposés parallèlement aux essieux, il était particulièrement inconfortable s'il n'avait pas de suspensions.

## Histoire
On parle[Qui ?] de char-à-bancs dès la fin du XVIIIe siècle dans les campagnes, mais ne disposant pas de toit couvrant. 
Popularisé en France vers 1844 dans le cadre de compétitions sportives élégantes et champêtres, le char à bancs avec toit couvrant en toile (montée sur arceaux, amovible) n’a pas de forme ni de dimensions spécifiques. C'est rapidement devenu un moyen de transport en commun urbain, appartenant à la famille des omnibus. Les plus grands pouvaient être attelés de cinq chevaux et transporter trente-cinq à quarante personnes et disposaient de solides freins, mais la moyenne se situait dans Paris à 18 personnes vers 1890, avec deux chevaux seulement (cf. les photographies d'Eugène Atget). Le nom de char-à-banc a été donné à plusieurs modèles d’automobiles au début de l'invention de celle-ci : par exemple, la Panhard et Levassor Char-à-banc, 1902.
Le mot est passé dans la langue anglaise sous la forme charabanc (prononcer \ʃarabã\), d'où peut-être l'usage dans le Canada francophone du mot « char » pour désigner une automobile[réf. nécessaire].
Le terme  est toujours en usage officiel et courant en patois anglo normand : Il désigne à Jersey et Guernesey un bus touristique avec un toit à ciel ouvert 